# Bracco italiano
De bracco italiano is volgens vele kynologen de oudste van de staande jachthonden en zou zijn oorsprong vinden in de kruising tussen de Assyrische dog en Egyptische windhonden.
De bracco italiano bereikt een schouderhoogte van 55 tot 67 centimeter. Het gewicht kan variëren tussen de 25 en 40 kilogram.
In Egypte zijn afbeeldingen te zien van windhondachtige gracieuze honden met hangoren, die hun staart dragen als de hedendaagse staande hond. De toen reeds gevormde staande honden werden door Fenicische koopvaarders langs de kusten van het Middellandse Zeegebied verspreid. In het Louvre bevindt zich een mozaïek uit de Fenicische cultuurperiode met een jachttafereel waarop een staande hond duidelijk herkenbaar is.

## Fotografie

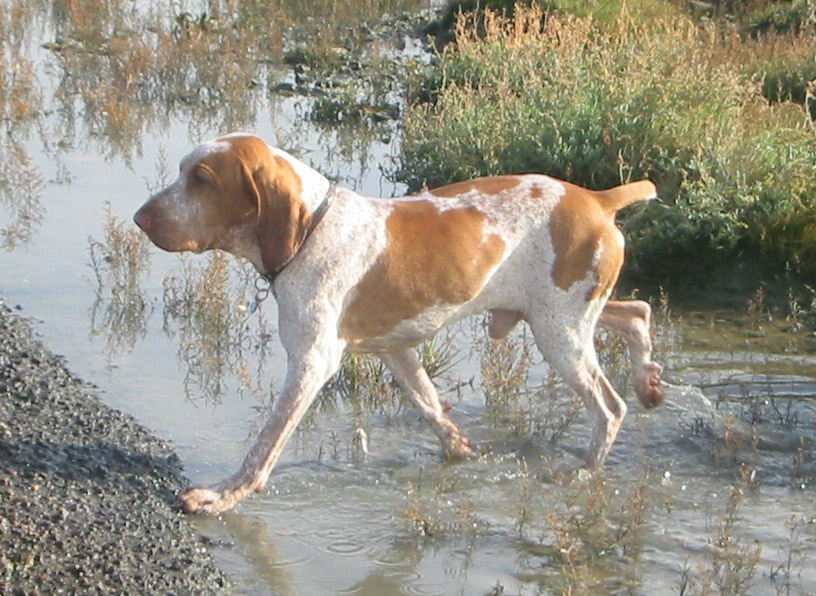
Bracco italiano
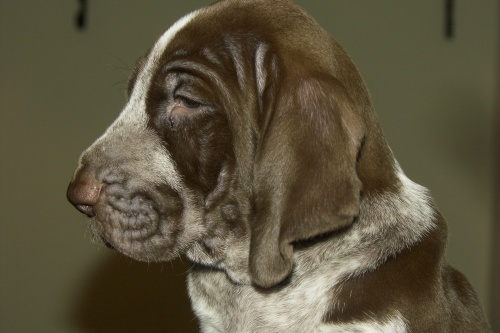
Maranzano di Ala D'Oro
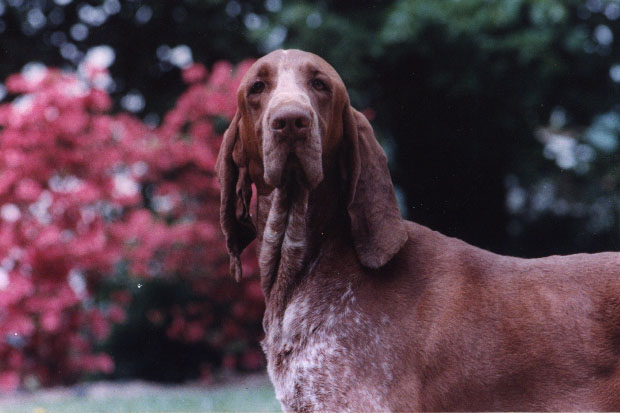
Dover di Valgrisanche